# 屋島寺
屋島寺（やしまじ）は、屋島の南嶺山上（香川県高松市屋島東町）にある真言宗御室派の寺院。南面山（なんめんざん）、千光院（せんこういん）と号す。本尊は千手観音菩薩。四国八十八箇所第八十四番札所。
- 本尊真言：おん ばさら たらま きりく
- ご詠歌：梓弓（あずさゆみ）屋島の宮（みや）に詣でつつ　祈りをかけて勇む武夫（もののふ）

## 歴史
律宗の開祖である鑑真が天平勝宝6年（754年）朝廷に招かれ奈良に向かう途中に当地を訪れて開創し、そののち弟子で東大寺戒壇院の恵雲がお堂を建立し屋島寺と称し初代住職になったという。ここから1 kmほど北の北嶺山上に屋島寺前身とされる千間堂遺跡がある。その後の時代の古代山城屋嶋城の閉鎖に伴い、南嶺の屋嶋城本部跡地に屋島寺を創設したとされる。すなわち弘仁6年（815年）嵯峨天皇の勅願を受けた空海は、お堂を北嶺から南嶺に移し、千手観音像を安置し本尊とした。天暦年間（947年 – 957年）明達が四天王像と、現在の本尊となる十一面千手観音坐像を安置した。
明徳2年（1391年）の西大寺末寺帳に屋島寺と屋島普賢寺の名があり、当時は奈良・西大寺（真言律宗）の末寺であったことがわかる。高松藩主生駒一正は慶長6年（1601年）に屋島寺の寺領25石を安堵。近世を通じ、当寺は高松藩の保護下にあった。現在も国有林部分を除いて、屋島山上の敷地のほとんどは屋島寺の所有である。
江戸時代初期まで本土と離れた島であったが、寛永14年（1637年）高松藩主・生駒高俊により陸続きとなった。その後、藩主・松平頼重が旧跡を惜しんで、正保4年（1647年）本土との間に水路（相引川）が復元された。

## 伽藍
- 山門（仁王門）：二王像が安置。
- 四天門：向かって前に増長天・持国天、後に多聞天・広目天の四天王像（東大寺型）が安置。
- 東大門：駐車場からの入口。
- 本堂：昭和時代に宝物館ができて本尊を遷座したとき、レプリカの前仏を造り本堂には前仏がいるが見ることはできない。2025年春改修。
- 大師堂：大師像を拝顔できる。
- 三体堂：鑑真が祀られていて拝顔できる。
- 千体堂：中央に千手観音、その背後に千体仏。
- 熊野権現社
- 蓑山大明神（石祠）：祭神は日本三大名狸に数えられる屋島太三郎狸、蓑笠をつけた老人の姿で現れて弘法大師を案内したとされる。大きな夫婦狸が両側に立ち赤い鳥居が並ぶ中にある。
- 屋島稲荷（石）：上記祠の背後に赤い鳥居が連なる先にあり、朝日明神と彫られた石を祀る。
- 宝物館：有料で拝観可能、本尊など多くの仏像が安置されている。
- 鐘楼堂
- 本坊
  - 御成門
  - 庭園：宝物館の中からガラス越しに眺めることができる。白い凝灰岩が露出してるため雪の庭という。
- 瑠璃宝の池（血の池）：弘法大師がお経と宝珠を納めて池にしたとの伝説がある。その後、源平合戦の武士たちが血の付いた刀を洗ったことから血の池と呼ばれるようになった。
- 可正桜：寛文5年（1665年）に高松藩士松平半左衛門が植えた7株のうち枯れずに残った1株を移したもの。
- 源平屋嶋合戦八百年祭供養碑：寿永4年（1185年）早春に繰り広げられた合戦の戦没者を800年後の昭和60年に弔ったもの。
- 句碑：芭蕉「夏艸やつはものどもの夢の跡」が四天門の右前にあり、その前に「濱風尓（に）かしげ傾（かし）げて遍ろ笠」がある。梶原芭臣「松に月古き景色を時雨け里」と刻まれた球石を龍が銜える石碑が本坊の右前にある。

歩き遍路は山門を通り、四天門を通って正面に本堂、本堂の手前を右に進むと右手に納経所、正面に大師堂がある。車遍路は東大門から入って行くことになり、千体堂、三体堂、大師堂の順になる。
- 宿坊：なし
- 駐車場：山上大駐車場あり（後述）

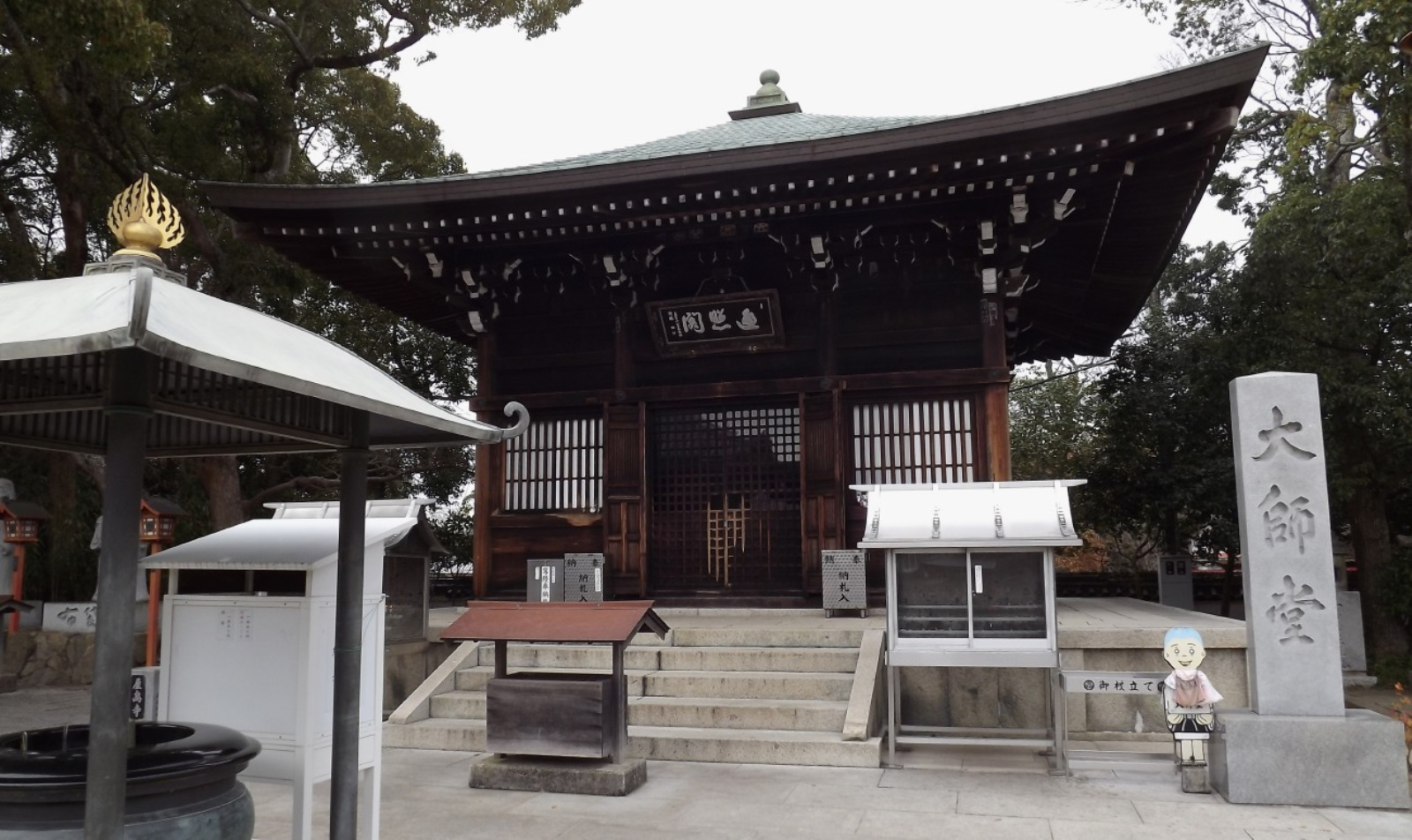
大師堂
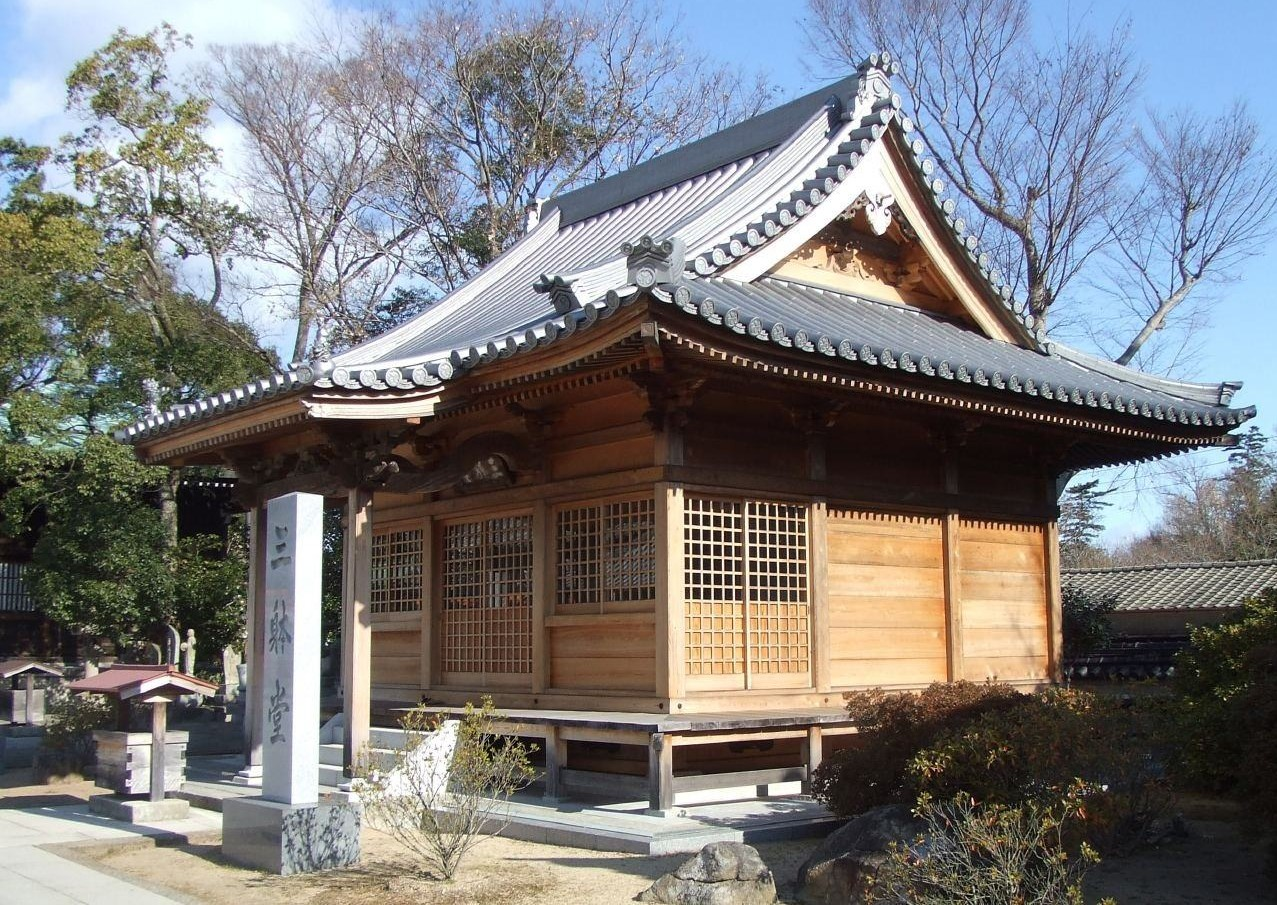
三体堂
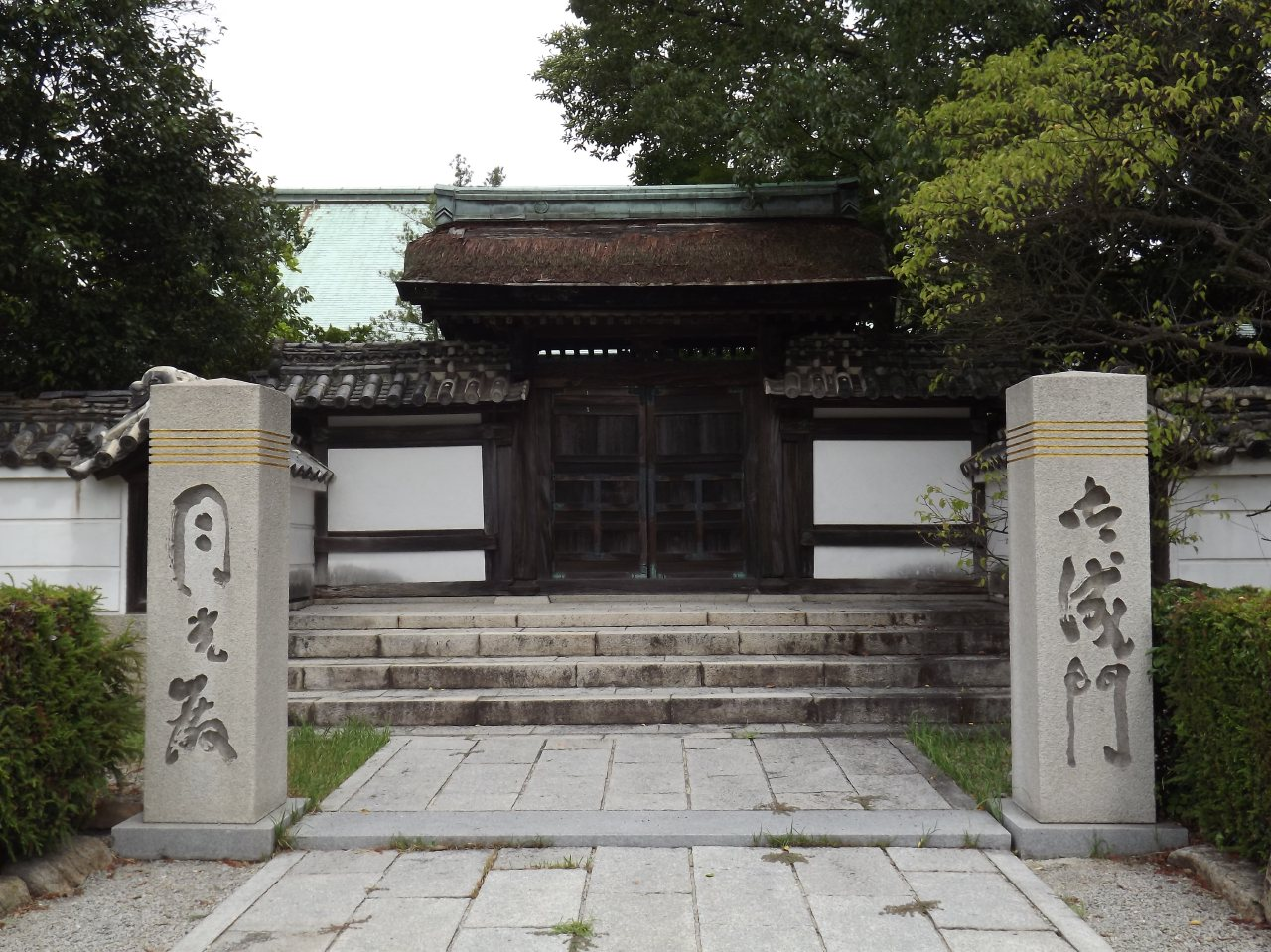
御成門
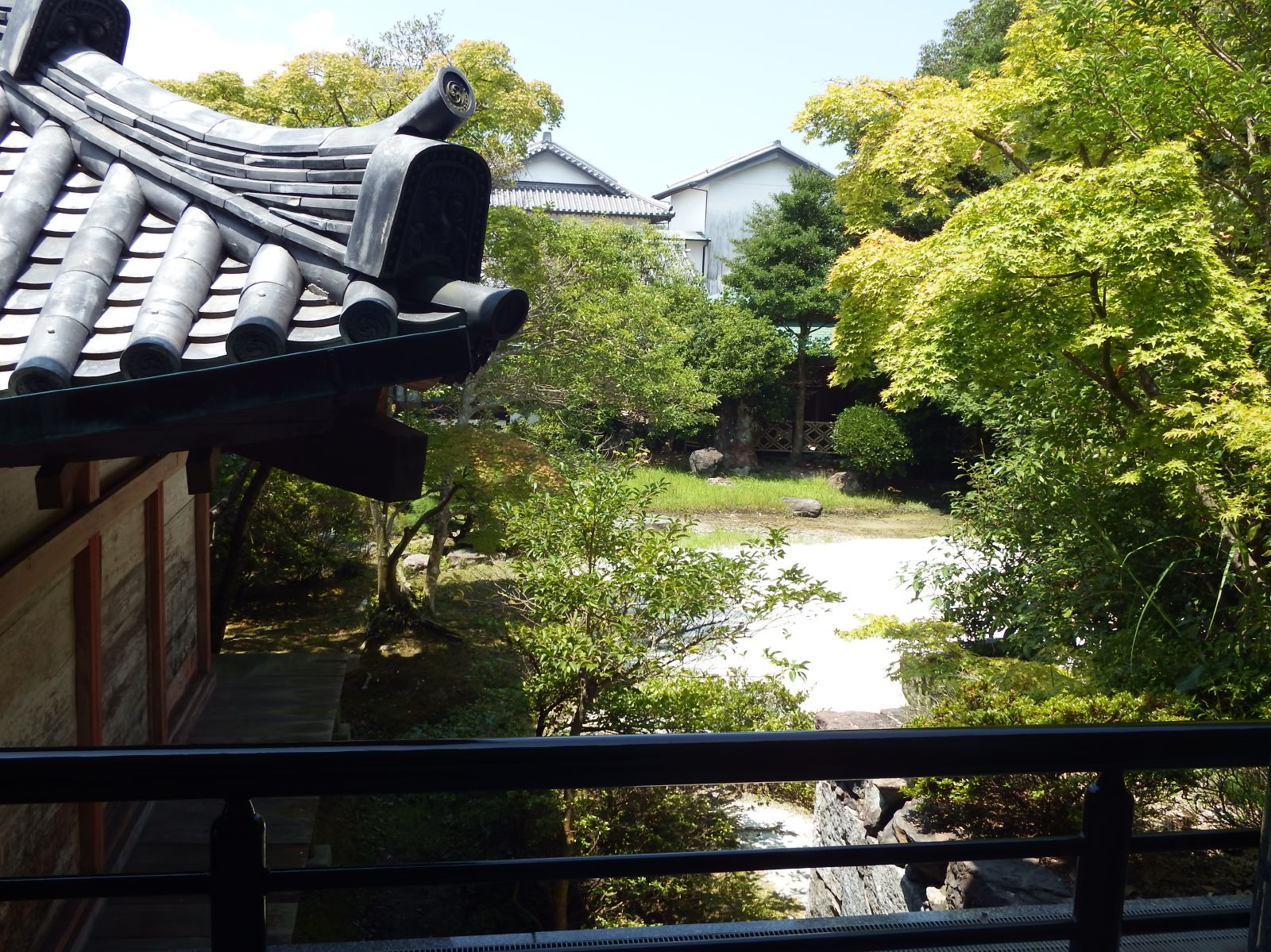
雪の庭
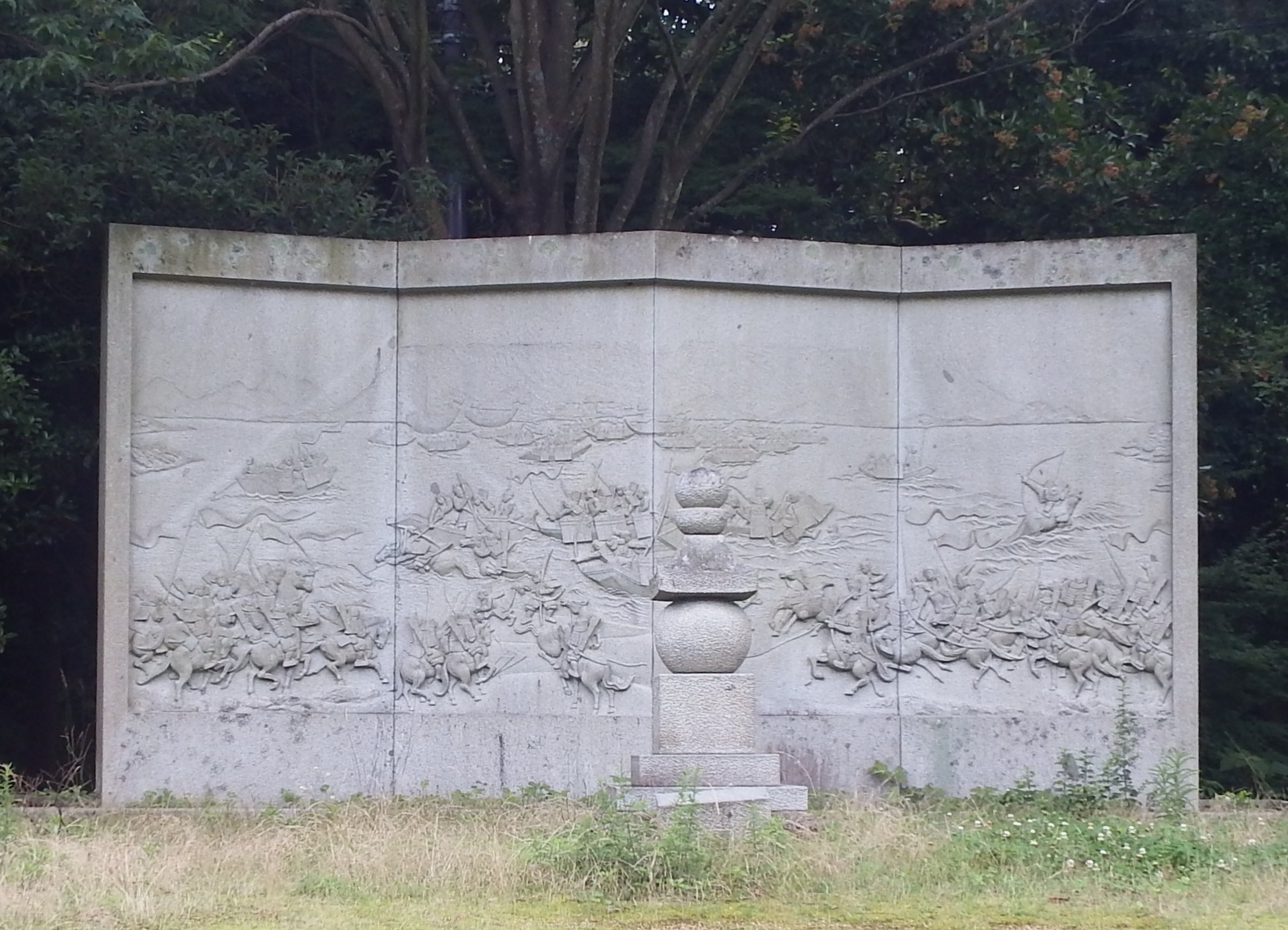
源平屋嶋合戦八百年祭供養碑

遍路登山道にある霊跡

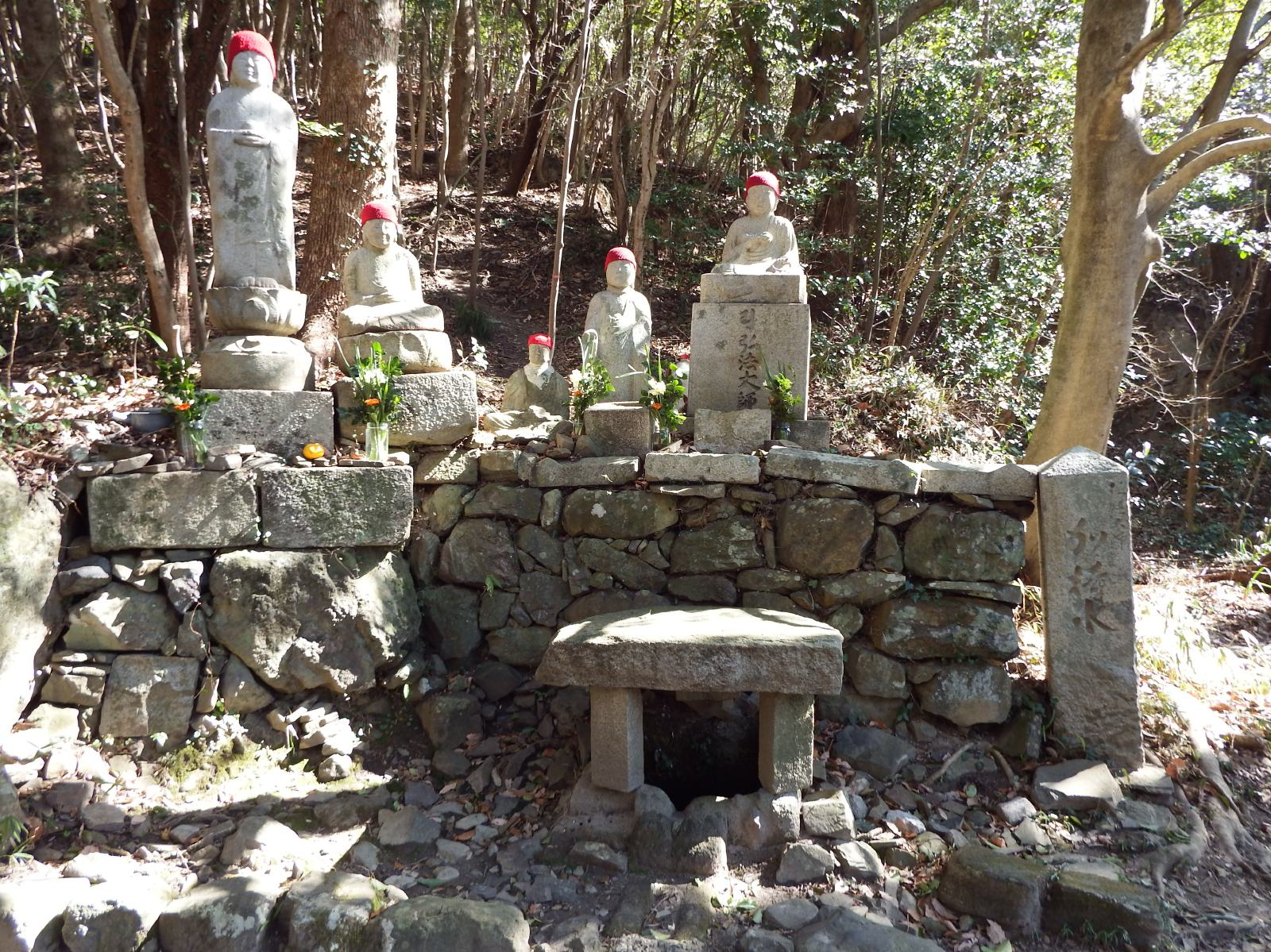
加持水

- 加持水（かじすい）：登山途中に喉が渇いた空海が衆生も渇くだろうと加持祈祷で清水を湧かせたと云われる伝説。

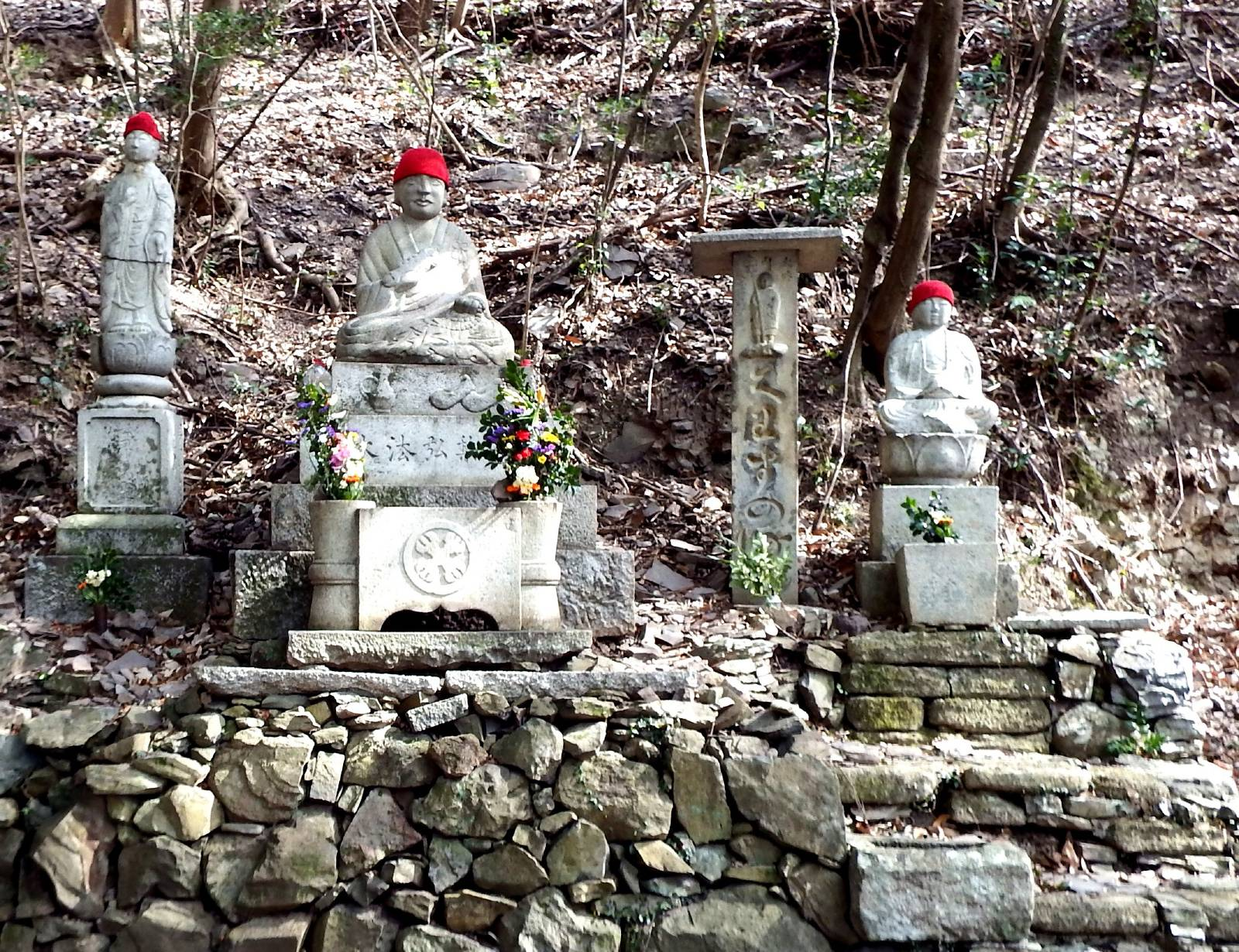
不喰梨

- 不喰梨（くわずのなし）：空海が農夫に梨を所望したが食べられない梨と断られた、その後、本当に食べられない梨になったという伝説。
- 畳石（たたみいし）：讃岐岩質安山岩（サヌキトイド）の板状節理の露頭。

遍照院の堂から約500 m直進すると右側に駐車スペースが数台分あり、歩き始めてすぐに加持水があり、中程に不喰梨、そして畳石があり、全行程約30分整備された遊歩道を登ると山門に達する。

## 文化財
重要文化財

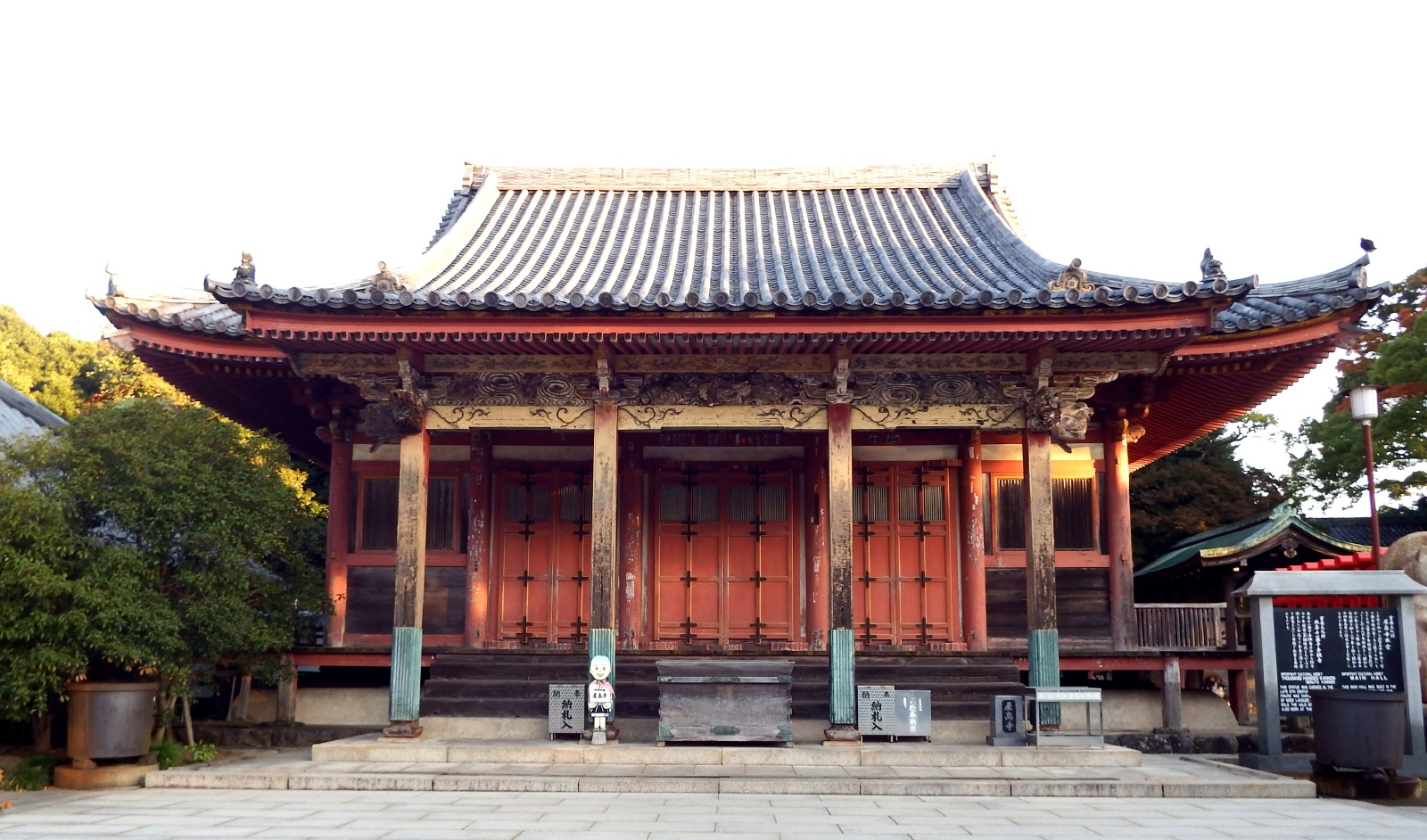
本堂

- 本堂（附:厨子） - 入母屋造、本瓦葺き。鎌倉時代の前身堂の部材を用いて元和4年（1618年）建立された。昭和30年6月22日指定[1][2][3]。
- 木造千手観音坐像（本尊） - 榧の一木造漆箔、像高94.3cm。平安時代中期、10世紀頃の作。像の保存状態がよく、左右の脇手や光背の二重円相部分なども大部分当初のものが残る点が貴重である。宝物館で拝観できる。昭和30年2月2日指定。[4][5]。
- 梵鐘 - 貞応2年（1223年）の銘がある。総高102 cm、口径64 cm、厚さ6 cm、青銅の鋳物。昭和42年6月15日指定[6][7]。

## 交通アクセス
鉄道
- 琴電（ことでん） 志度線 – 潟元駅 (2.6 km)

バス
- ことでんバス 屋島山上行きシャトルバスで「屋島山上」下車 (0.2 km)

JR屋島駅あるいは琴電屋島駅から、1時間に1本屋島山上行きシャトルバスが出ている。料金は100円。
道路
- 屋島スカイウェイ（時間：午前6時30分〜午後10時00分）、自動車道路だが、自転車も歩行者も通行可能

通行料は無料だが、屋島山上の駐車料は普通車で300円であるが、20分以内は無料。駐車場から東大門まで約2分。
- 一般道：香川県道14号屋島公園線、屋島寺まであと約30分は徒歩（車の最終地点に数台の駐車スペース）

## 周辺の番外霊場

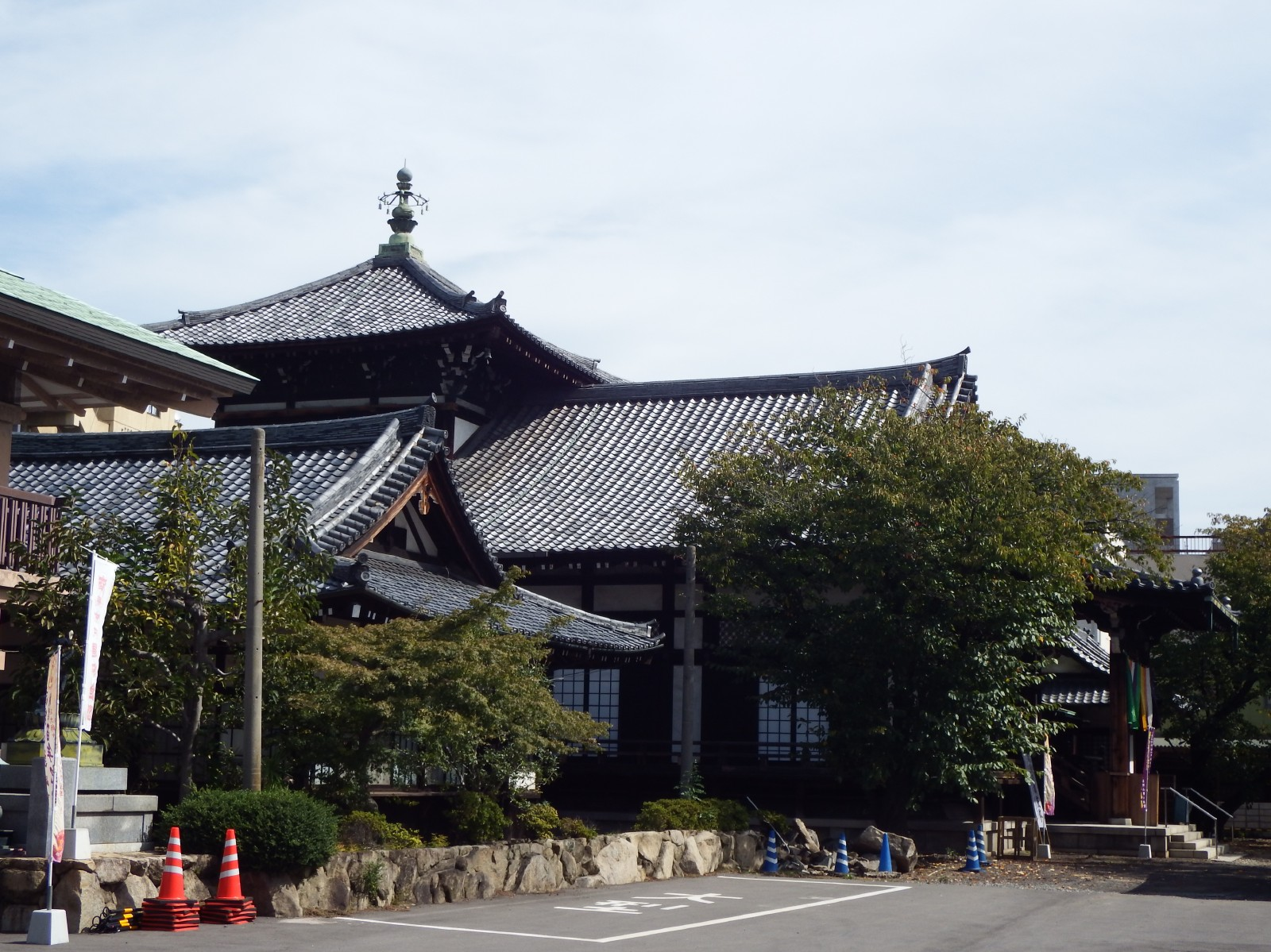
高野山讃岐別院の本堂

高野山讃岐別院
明治16年時の高野山管長により弘法大師像を讃岐に勧請、その像を祀るため大正5年より着手し大正8年10月21日に開院。その後、高松空襲で焼失するも昭和37年本堂復興となる。宿泊可能。駐車場12台バス1台。納経可。
- 所在地：香川県高松市築地町7−1 （高野山讃岐別院）

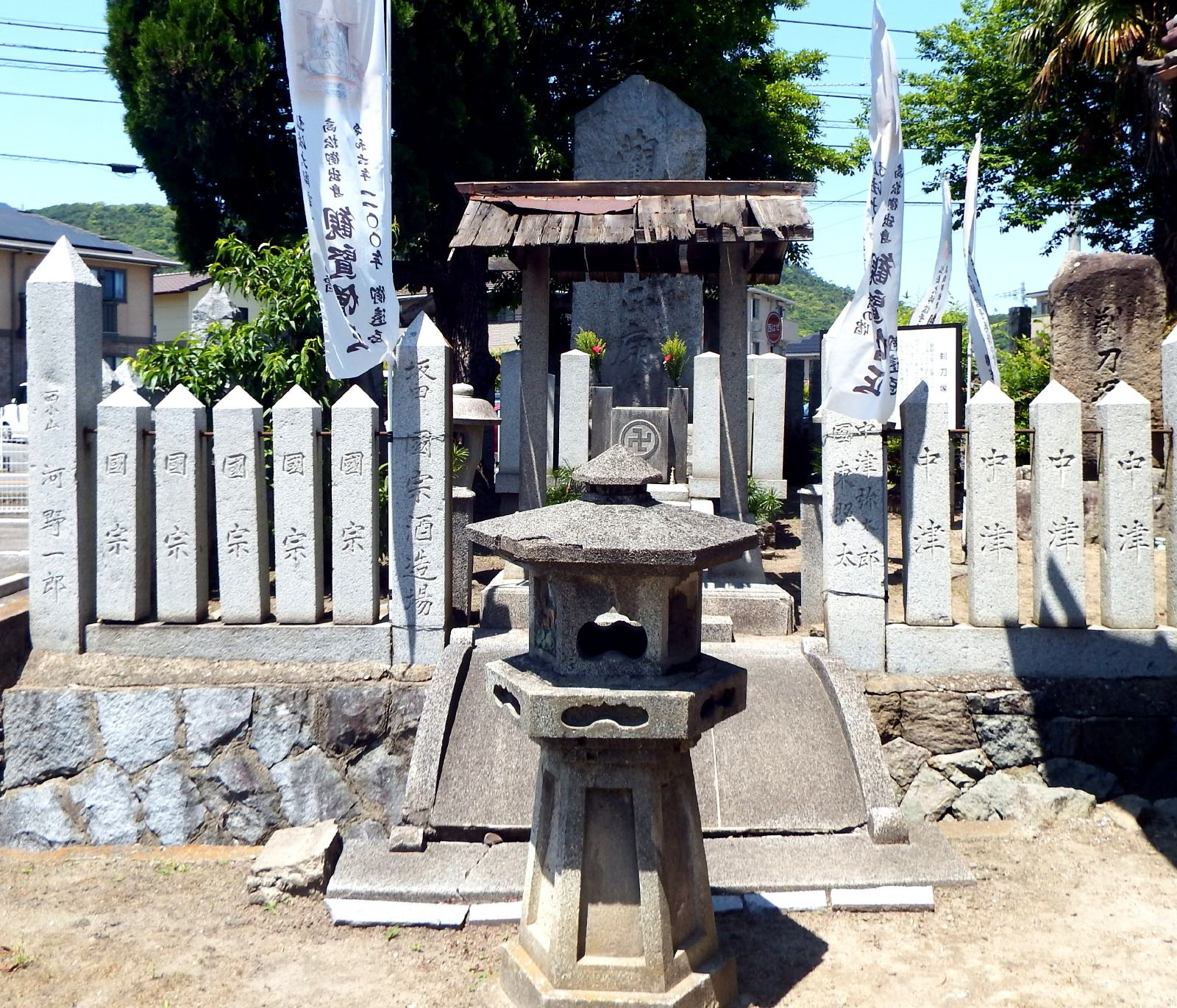
観賢僧正廟・弘法大師剃刀塚
高松市鶴尾地区出身の京都東寺長者の観賢（かんげん）僧正の上奏により921年醍醐天皇から空海に弘法大師の諡号が贈られた。その観賢廟と剃刀（かみそり）塚が観賢山久米寺にある。高野山の大師御廟に入った観賢は空海が着ていた朽ち果てた衣を賜った桧皮色の衣に着替えさせ頭髪を剃刀で剃った。翌年その剃刀をこの地に埋めたと云われている。
2024年は観賢僧正没後1100年にあたり地元では行事が行われている。
- 所在地：香川県高松市西ハゼ町 （観賢山久米寺）

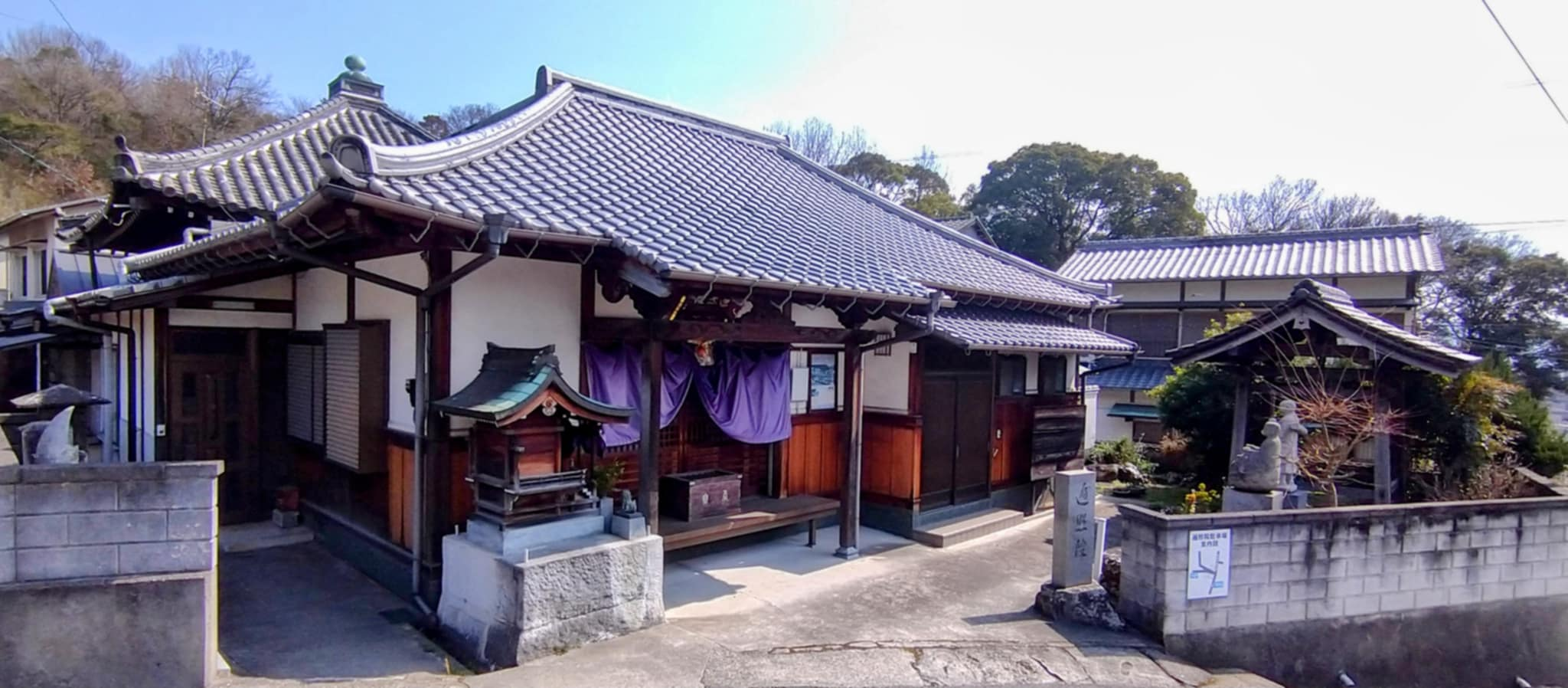
遍照院
国道11号から屋島公園線（県道14号）へ入り西側の仲池と東側の道池（道池の築造のとき人柱の代わりに建立されたとみられている1726年の地蔵尊が安置）の間を通って北上すると右側の住宅地の中にある。その二つの池は江戸時代中期にはもうすでにあって、どちらかの池の脇に桜庵があり、屋島寺の前札所として江戸末期には納経をしていたようである。その後、昭和14年に当所に持明院としてまとめられ、さらに善住庵となり、昭和38年に「善住山遍照院」となる。空海が屋島から下山のおり当地で野宿し、そのお礼で大師像を刻んだとされ「左前の大師」と呼ばれている。また木食善住の作である虚空蔵菩薩像が祀られている。
- 所在地：香川県高松市屋島中町801-1 （遍照院）

## 前後の札所
四国八十八箇所
83 一宮寺 --(13.6 km)-- 84  屋島寺 --(5.4 km)-- 85 八栗寺